# 희재

Boomhiphop Party vol.1에서 공연 중인 Rama

희재 (Hee Z) 또는 롸마(Rama)(본명: 류희재, 1981년 3월 30일 ~ )는 대한민국의 래퍼이다. 랩 믹스테입을 대한민국에서 처음으로 시작한 래퍼이면서 매우 기발한 또는 사회참여적인 내용의 랩으로 주목을 받고 있다. 크루 개화산의 멤버로도 활동하였으며, 레이블 STGworld를 이끌기도 했다.

## 바이오그래피

### 데뷔
Rama의 데뷔는 클럽 MP에서 이루어졌는데 처음 데뷔는 솔로가 아니라 당시 진정한이라는 예명을 사용하던 NODO aka DJ Freek와 노광모라는 친구와 함께였다. 그러나 데뷔는 노광모의 입대로 Ruff Stuff라는 듀오를 이루어지게 되었다. 당시 그들의 음악 스타일은 무겁고 어두운 하드코어 힙합이었다. 이후 Ruff Stuff는 두 멤버가 음악적 노선을 달리하면서 자연스레 해체되었으며, Rama는 솔로 활동을 이어나가, 강남 및 강북 지역 클럽에서 활발하게 공연 활동을 하였다. 또 이때쯤 Elcue, Critickal P 등과 만나 NMNP라는 크루를 결성하여 활동하기도 했다. 또한, Paloalto, Aeizok, GLV 등등과 함께 개화산이라는 크루를 결성하여 음악 작업을 하기도 하였다.
2002년 말 군입대 이후 군복무를 마치고 돌아온 Rama는 곧바로 컴백을 준비하고 그 결과로 첫 번째 1집 전형적인을 발표한다. 이 앨범은 발매 당시에는 큰 반향을 얻지 못했으나 좋은 평가를 받았고 크루 개화산을 처음 매니아들에게 소개하는 앨범이 되기도 했다. 2006년에는 당시 한국에는 아직 낯선 개념이었던 래퍼의 믹스테입인 Gene Recombination과 STG is the Future를 발표하였다.
한편, 전형적인의 발매와 함께 만든 자신의 레이블 STG를 이끌어가면서 다시 DJ에서 래퍼로 복귀한 NODO와 B-Shop과 Aeizoku, Esco를 영입하였으나 큰 반응을 얻지는 못했다. 이후 2007년 STG는 Rama가 Vegetable Hustlers에 영입되면서 사라졌다.
Vegetable Hustlers의 일원으로서 그는 2007년, 7인의 최고를 모은다는 주제 아래 7人 ST-Ego라는 프로젝트 팀을 결성하여 활동한 바 있었으며, 2009년에는 Vegetable Hustlers가 사라지면서 자신의 레이블 STGworld를 만들고 재기를 시도했으며 2집을 발표하였으나 성적은 만족스럽지는 못하였다. 이후 자신의 블로그를 통해 미공개 곡을 몇 곡 올렸으나, 전체적으로는 공개적인 활동을 멈추고 휴식기를 가졌다.

### 컴백 및 개명
2012년에 들어와 오랜만에 단디의 싱글 Please Don't Leave Me에 참여하였고, 겨울에는 자신의 블로그를 통해 다시 앨범을 내고 컴백할 것을 예고하였다. 이와 함께 그는 미국의 래퍼 Kendrick Lamar와의 혼동을 피하기 위해 한글 표기를 롸마라고 고쳤다고 공식 발표하였으며, 프로젝트 그룹 The RAMA (Rama And Money Angels : 롸마와 제4금융)를 결성하여, 《시련의 7번 승부》라는 이름으로 7주 연속 싱글을 발표한 후 정규 앨범을 발매할 것이라고 밝혔다.
The RAMA의 7장의 디지털 싱글과 정규 앨범 발표 후 한동안 휴식을 갖던 그는, 9월 일본 힙합 잡지 woofin에서 개최한 랩 컨테스트 DJ RYOW-WHO SURVIVE THE GAME?의 베스트 16에 들었다는 소식이 알려졌다. 이와 함께 Hee Z로 개명을 준비 중이며 데뷔 싱글을 작업하고 있다는 것도 밝혔다. 이 데뷔 싱글은 11월 발표되었으며, 앞서 10월 19일 The RAMA의 해체 공연을 가졌다. 11월 9일 홍대의 공연 Shining Ground에서 롸마는 Hee Z로써의 공식적 첫 무대를 시작하였다.
대표곡 : Miserable, Mr.RAinMAker, 〈10월 1일〉, 〈7막 7장〉, 〈지금을 살아라〉, Lucky Zzang

## 디스코그래피

### Rama
- 2005년 정규 앨범 《전형적인...》
- 2005년 믹스테입 《전격적인》
- 2006년 믹스테입 Gene Recombination
- 2006년 믹스테입 Rama Presents: STG Is the Future"
- 2007년 리믹스 앨범 《Inspiration vol.1 : 주형적인》 (by Briks)
- 2008년 디지털 싱글 《7막 7장》
- 2009년 정규 앨범 Live for Today

### 롸마와 제4금융 (The RAMA)
- 2012년 디지털 싱글 《아파트》
- 2012년 디지털 싱글 《스타탄생》
- 2012년 디지털 싱글 《시간여행》
- 2012년 디지털 싱글 《웃는 남자》
- 2012년 디지털 싱글 《천국까지 12마일》
- 2013년 디지털 싱글 《전자 오락실 키드의 생애》
- 2013년 정규 앨범 《죄송합니다》

### Hee Z
- 2013년 디지털 싱글 Lucky Zzang
- 2013년 디지털 싱글 《집에 집에 가 (Go, Go Home)》
- 2014년 디지털 싱글 《희재노믹스》
- 2014.01.20 집에 집에 가
- 2014.03.14 카레노래
- 2014.05.15 고질라 (Godzilla)
- 2014.12.08 Godzilla Remix
- 2015.02.11 퇴계, 율곡, 사임당 & 세종
- 2017.01.11 여기는 갈매기

## 디스 의혹

### P-Type을 향한 디스 의혹
Rama의 두 번째 믹스테입 "STG Is the Future"의 13번 트랙으로 들어가있는 "Destroy Freestyle"은, 그 가사 내용 때문에 P-Type을 겨냥한 것이 아니냐는 의혹을 받았다. 이는 평소 라임의 사용에 있어서 방법론의 중요성을 제시했던 P-Type의 의견에 대해, "라임의 사용의 질적향상" "방법론을 가르쳐" 등의 구절에서 그 의견에 대해 바로 받아치는 듯한 가사가 들어가있기 때문이다. 또한, Rama의 개인 홈페이지에 게재되었던 "랩은 드럼이 아니며 충분히 음악적 요소가 있다"라는 글은, P-Type의 "랩은 극도로 타악성을 지닌, 드럼과 같은 음악적 요소이다"라고 하는 말에 반박을 하는 것으로 보인다. Rama나 P-Type 둘 다 이에 대해서 아직 어떤 공식적인 말도 하지 않고 있다.

### Deffinite의 디스 의혹
Deffinite의 첫 앨범 "D-Code"의 타이틀곡인 "D-Code"의 1절에는 위와 같은 구절이 나오는데, 이는 평소 "라마 선생"이라는 별명을 즐겨쓰는 Rama를 겨냥한 것이 아니냐는 의혹이 매니아들 간에서 일었다. 이에 대해서도 두 사람 다 아무런 공식적인 언급을 안 하고 있어서 추측만이 난무하는 상황이다.

## 이름
- Hee Z는 2013년 9월부터 사용하기 시작한 이름으로 본명 "희재"를 영어 표기로 변환한 것이다.
- Rama는 Hee Z를 사용하기 전까지 사용한 그의 이름으로, 단순히 발음의 편의성 때문에 지었다고 하나, 이후 "Mr. RAinMAker"의 약자라는 의미를 부여하였다. 처음에는 한글 표기를 '라마'로 하였으나, Kendrick Lamar의 데뷔 이후 "롸마"로 바꾸었다.
- Hitz-Cutta는 래퍼일 때보다 앨범 제작 등을 할 때 쓰여, 믹스테입 등의 프로듀서 이름으로 표기되어 있다 (Mr. R이라는 이름도 가끔 쓰인다).
- Rama로 활동할 당시 주변 동료 및 후배 래퍼들에게 "라마 선생"이라는 별명으로 불리고, 자신도 그 별명을 즐겨 사용하였다.